# José Richling
José Richling (* 8. Juli 1874 in Montevideo; † 22. Februar 1950 in Flushing) war ein uruguayischer Diplomat.

## Leben
José Richling war mit Jean verheiratet, ihr Sohn war Robert Richling, 1950 uruguayischer Generalkonsul in New York.
José Richling besuchte Schulen in Montevideo und Europa. Von 1906 bis 1910 war er Generalkonsul in Pretoria. Von 1910 bis 1913 war er Generalkonsul in New York. Von 1913 bis 1920 war er Inspekteur der uruguayischen Konsulate in Nord- und Zentralamerika und der Karibik. 1920 wurde er Generalkonsul in New York, wo er 1928 Doyen des konsularischen Corps wurde. Am 29. März 1934 wurde er zum außerordentlichen Gesandten und Ministre plénipotentiaire in Washington, D.C. ernannt, wo er vom 25. April 1934 bis 3. September 1941 akkreditiert war. Ab 1940 war er Vorsitzender der South American Trading Cooperation. 1941 war er an den Verhandlungen zu einem Vertrag nach dem Leih- und Pachtgesetz beteiligt.